# Védanga
Pour un article plus général, voir Védisme.
Vedāṅga (sanskrit IAST ; devanāgarī: वेदाङ्ग) signifie « appendice, discipline annexe du Veda ». On en compte six (vedaṣaḍaṅga) qui composent un ensemble de sciences annexes utiles à l'étude du Quadruple-Veda et qui sont par ordre:
1. Shiksha: phonétique et phonologie
2. Chandas: prosodie et métrique
3. Vyākaraṇa: grammaire
4. Nirukta: étymologie
5. Jyotish: astrologie et astronomie
6. Kalpa: rituel

## Origine
La composition des Brahmana présuppose des notions particulières, la grammaire du sanskrit par exemple, acquises par les érudits brahmanes au cours de leur étude du Triple-Veda puis de celle de l'Atharva-Véda. Au fil du temps l'accumulation de ces connaissances parallèles au texte sacré aboutit à la constitution d'un corpus autonome de sciences regroupées sous le titre de Vedāṅga.

### Jyotisha
Le Vedanga Jyotisha (en) est un poème de moins de cinquante versets[réf. nécessaire] attribué au brahmane Lagadha, daté des derniers siècles du premier millénaire av. J.-C.. Après un préambule où l'auteur chante les louanges de l'astronomie en tant que discipline, il donne des règles pour déterminer la position du soleil et de la Lune à une date donnée. On dispose de deux sources de ce poème : le Rigveda en contient 36 versets et l’Ayurveda, 45 versets. Ces deux sources comportent 29 versets communs.